# Corent
Corent ist eine französische Gemeinde mit 782 Einwohnern (Stand 1. Januar 2022) im Département Puy-de-Dôme in der Region Auvergne-Rhône-Alpes. Sie liegt etwa 20 Kilometer südlich von Clermont-Ferrand.

## Geografie
Der langgestreckte, mittelalterliche Dorfkern von Corent liegt weithin sichtbar am Osthang des Plateau de Corent. Der Name Corent geht auf das keltische Wort „kar“ (großer Fels) zurück.
Östlich des Dorfes fließt ca. 200 Höhenmeter tiefer der Fluss Allier. Westlich erhebt sich oberhalb des Dorfes ein kleines basaltisches Plateau, das durch eine Reliefumkehr entstand: Ein vor ca. 30 Mio. Jahren im Oligozän in ein Tal fließender Lavastrom ist heute durch die Erosion der weicheren benachbarten Mergelschichten als Erhebung in der Landschaft zu sehen.
Südlich des Dorfkerns liegt ein ehemaliger Steinbruch für Puzzolan.

## Geschichte
Corent ist seit der Steinzeit besiedelt. Die Gallier errichteten ein Oppidum auf dem Plateau. Noch andauernde archäologische Ausgrabungen haben tausende Tierskelette und italienische Amphoren aus römischen Zeiten zutage gebracht. Corent gilt nach heutigem Erkenntnisstand als bedeutende Kultstätte.
Seit dem 11. Jahrhundert ist Corent für seine Weine bekannt.
Die Einwohnerzahl des kleinen Orts nimmt seit den 1960er Jahren wieder beständig zu. Das ehemalige Winzerdorf gehört zum Einzugsbereich der nahen Großstadt Clermont-Ferrand, wahrt aber seinen ländlichen Charakter. Die durch die geografischen Gegebenheiten bedingte Enge verhindert ein größeres Wachstum von Corent.

## Bevölkerungsentwicklung
| Jahr                       | 1962 | 1968 | 1975 | 1982 | 1990 | 1999 |
| Einwohner                  | 315  | 317  | 395  | 514  | 533  | 568  |
| Quellen: Cassini und INSEE |      |      |      |      |      |      |

## Sehenswürdigkeiten
Corent ist aufgrund seiner Lage äußerst sehenswert. Die engen Gassen und Passagen ziehen sich schlauchförmig an einer Stufe an den Hängen des Plateaus entlang. Die Enge bedingt u. a. die ungewöhnliche Nordausrichtung der Dorfkirche. Es finden sich weiterhin Spuren der Vergangenheit als Winzerdorf, u. a. zahlreiche Weinkeller.
Auf dem Plateau selber sind die Ruinen eines mittelalterlichen Turms und die archäologischen Ausgrabungen zu besichtigen. Der Blick erstreckt sich von hier über die Vulkanberge der näheren Umgebung bis zum Forez sowie auf den Fluss Allier und die Papierfabrik der Bank von Frankreich.